# Universidade de Tecnologia K. N. Toosi
Universidade de Tecnologia Khajeh Nasir Toosi  ( KNTU ; em persa: دانشگاه صنعتی خواجه نصيرالدين طوسی  </link> ) é uma universidade pública de pesquisa em Teerã, Irã . É nomeado em homenagem ao estudioso persa medieval Khajeh Nasir Toosi . A universidade é considerada uma das instituições de ensino superior de maior prestígio no Irã. A aceitação na universidade é altamente competitiva, o ingresso em programas de graduação e pós-graduação normalmente exige uma pontuação entre os 1% melhores alunos no Exame de Admissão à Universidade Iraniana .

## História

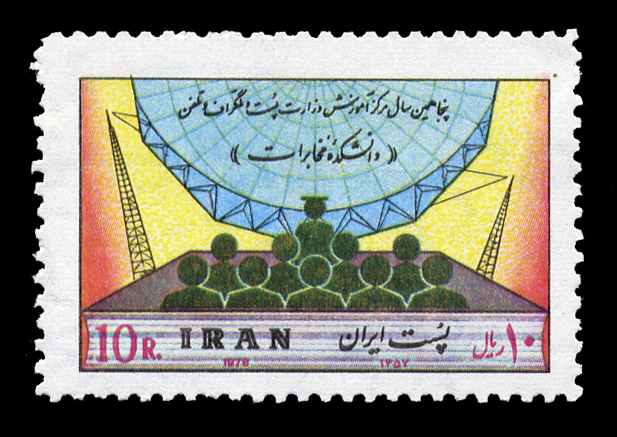
Selo de Comemoração do 50º Aniversário

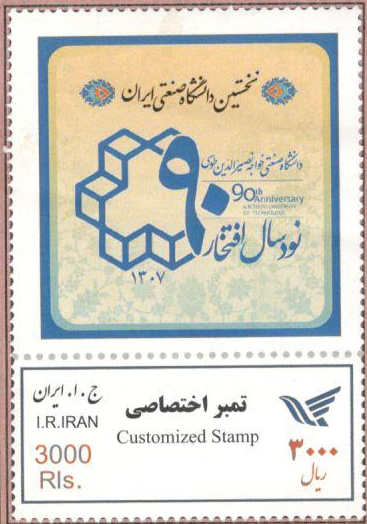
O selo do 90º aniversário da KN Toosi University of Technology

A universidade foi fundada em 1928, durante o reinado de Reza Shah Pahlavi, em Teerã e foi chamada de "Instituto de Comunicações" ( em persa: دانشکده مخابرات  </link> ). É, portanto, considerada a instituição acadêmica mais antiga do país. (O Irão tinha universidades há 800 a 2000 anos atrás, das quais apenas o nome, as ruínas e a história científica sobreviveram.)
Este instituto foi posteriormente ampliado com um departamento de Engenharia Eletrônica e de Energia Elétrica. O 50º aniversário da criação deste instituto académico foi celebrado em 1978, e um selo comemorativo foi publicado pelo Post of Iran, antes da Revolução Islâmica de 1979 (ver foto).
O departamento de Engenharia Civil foi fundado em 1955 como Instituto de Topografia. A este instituto juntaram-se posteriormente os Institutos de Engenharia Hidráulica e de Engenharia de Estruturas. O departamento de Engenharia Mecânica foi fundado em 1973. Estes institutos de ensino superior foram formalmente integrados em 1980 e denominados “Complexo Universitário Técnico e de Engenharia”. Como prática geral de homenagear as figuras científicas e acadêmicas da nação, a universidade foi renomeada em 1984 como "Universidade de Tecnologia Khajeh Nassir-Al-Deen Toosi (KN Toosi)". É afiliado ao Ministério da Ciência, Pesquisa e Tecnologia do Irã .
A partir de 2012, a universidade está planejando projetos de alta tecnologia, incluindo a produção de um novo satélite chamado 'Saar' (Starling), bem como revestimentos anti-radar para aeronaves. O conselho científico da universidade também está envolvido em muitos projetos industriais, incluindo a construção de porta-satélites e um helicóptero indígena de oito lugares. 

### Ataque à universidade
1. ↑  «About Us – K. N. Toosi University of Technology». Khajeh Nasir Toosi University of Technology. Consultado em 14 de janeiro de 2023. Cópia arquivada em 15 de janeiro de 2023
2. ↑  «Website oficial»
3. ↑  «اجراي پروژه هلي‌كوپتر ملي ۸ نفره در دانشگاه صنعتي خواجه نصير». kntu.ac.ir. Consultado em 28 de dezembro de 2021

Em 29 de novembro de 1401, como parte da supressão da Revolta Iraniana de 2022, agentes da unidade especial, juntamente com um grande número de forças, atacaram esta universidade e prenderam muitas pessoas. Segundo o jornal Amir Kabir, após o anúncio de uma manifestação de protesto dos estudantes de Khwaja Nasir no domingo, 1 de dezembro, desde esta manhã, forças à paisana, trazidas do exterior da universidade em coordenação com as forças de segurança do governo, ocuparam o campus universitário.

Além disso, desde o início do dia, seguranças universitários impediram que estudantes de outros departamentos entrassem na Faculdade de Engenharia Civil para participarem no comício. Quando o número de estudantes atrás das portas da escola atingiu mais de 500, as forças especiais e a polícia chegaram ao local e dispersaram os estudantes em frente à escola. As forças especiais e as forças anti-motim assumiram então o controle da entrada e impediram a entrada de estudantes na universidade. Estudantes de outras universidades, interceptados pela polícia e forças especiais, dirigiram-se ao departamento de engenharia mecânica da universidade e ali realizaram um comício.
Por outro lado, os estudantes iniciaram a sua manifestação apesar das pressões da mobilização da universidade e das forças uniformizadas. Nessa altura, as forças uniformizadas e os membros da Basij atacaram os estudantes e impediram-nos de continuar a concentração, lutando com os estudantes.

## Ex-alunos notáveis
- Hamidreza Zareipour professor da Universidade de Calgary . [1]
- Hadi Meidani professor assistente na Universidade de Illinois em Urbana – Champaign . [2]
- Hessam Mirgolbabaei professor assistente na Universidade de Minnesota .
- Ashkan Ashrafi professor da Universidade Estadual de San Diego . [3]
- Danial Faghihi professor assistente na Universidade de Buffalo . [4]
- Sadegh Azizi conferencista na Universidade de Leeds . [5]
- Hossein Sayadi professor assistente na California State University, Long Beach . [6]
- Ramtin Hadidi professor assistente na Clemson University . [7]
- Amir AghaKouchak professor da Universidade da Califórnia, Irvine . [8]
- Farshid Vahedifard CEE Professor dotado do Conselho Consultivo da Mississippi State University . [9]
- Ehsan Ghazanfari professor associado da Universidade de Vermont . [10]
- Mohammad Amin Hariri-Ardebili Pesquisador associado da Universidade do Colorado em Boulder . [11]
- Mahmood Yahyai, professor adjunto da Morgan State University . [12]
- Mohammad Moghimi professor assistente na Northern Illinois University . [13]
- Farhad Jazaei professor assistente na Universidade de Memphis . [14]
- Omeed Momeni professor associado da Universidade da Califórnia, Davis . [15]
- Majid Beidaghi professor assistente na Universidade de Auburn . [16]
- Mehdi Mortazavi professor assistente na Western New England University . [17]
- Mohammad Ardakani que serviu como ministro das cooperativas e governador da província de Qom .
- Mohammad Aliabadi, ex-vice-presidente e Chefe da Organização de Educação Física do Irã, também foi Presidente do Comitê Olímpico Nacional da República Islâmica do Irã de 2008 a 2014.
- Ali Motahari Representante da Shabestar nas 8ª eleições da Assembleia Consultiva Islâmica .
- Ali-Akbar Mousavi Khoeini foi eleito Membro do Parlamento no 6.º Parlamento do Irão .
- Farzad Hassani popular ator iraniano
- O alpinista iraniano Aidin Bozorgi desapareceu em Broad Peak
- Mahmoud Ghandi

## Classificações
Nas últimas classificações universitárias anunciadas pelo Times Higher Education Supplement em setembro de 2016, a KN Toosi University of Technology foi classificada entre as 5 melhores universidades do Irã e na faixa de 601 a 800 melhores universidades do mundo.   
Também classificada em 400-450º lugar no QS World University Rankings na área de Engenharia Elétrica e Mecânica. 
Em 2020 Round University Ranking - Clarivate anunciou que a KN Toosi University of Technology alcançou o 470º lugar no ranking geral mundial. 

## Faculdades
As faculdades desta universidade foram fundadas da seguinte forma :
- Faculdade de Engenharia Elétrica (1928) [23]
- Faculdade de Engenharia Mecânica (1973) [24]
- Faculdade de Engenharia Civil (1955) [25]
- Faculdade de Engenharia Industrial (1998) [26]
- Faculdade de Geodésia e Engenharia Geomática (1955)
- Faculdade de Engenharia Aeroespacial (2006)
- Faculdade de Engenharia Informática
- Faculdade de Ciência e Engenharia de Materiais
- Faculdade de Química
- Faculdade de Física
- Faculdade de Matemática
- O Centro de E-Learning (2004)

## Programas
A universidade oferece bacharelado (BS) em mais de 20 áreas acadêmicas e mestrado (MS) em 50 áreas acadêmicas. Existem também 28 programas de doutorado. Hospedamos mais de cinco programas mistos nos níveis BS e MS. O programa de graduação é amplamente orientado para a indústria. A universidade tem 250 professores em tempo integral. O número total de alunos é de aproximadamente 7.000.
A Universidade de Tecnologia KN Toosi é conhecida por suas relações industriais. Realiza pesquisas para muitas empresas, como Iran Khodro, Saipa, Aerospace Industries Organization. A pesquisa é conduzida em todos os laboratórios KNTU e até mesmo grupos de pesquisa como o ARAS existem nas faculdades. O centro de pesquisa de Veículos Lançadores iniciou seus trabalhos na faculdade de Engenharia Aeroespacial, um dos primeiros centros do gênero. 

## Pesquisar
- Centro de Excelência em projeto de veículos lançadores de propelente líquido
- Centro de excelência em engenharia espacial
- Centro de excelência em robótica e controle
- Centro de excelência em materiais e estruturas modernas
- Centro de excelência em sistemas de energia e fluidos

Existem vários centros de pesquisa nesta universidade, incluindo:
- Centro de Pesquisa de Sistemas Espaciais

Existem vários laboratórios de pesquisa nesta universidade, incluindo:
- Propulsion and Combustion Research laboratory (Faculty of Aerospace Engineering)
- MDO (multidisciplinary design optimization) Research laboratory (Faculty of Aerospace Engineering)
- Space Research laboratory (Faculty of Aerospace Engineering)
- Aerodynamics Research laboratory (Faculty of Aerospace Engineering)
- Subsonic wind tunnel (Faculty of Aerospace Engineering)
- Parallel processing Research laboratory (Faculty of Aerospace Engineering)
- Multiphase Flow Laboratory (Faculty of Mechanical Engineering)
- Actuators Research laboratory (Faculty of Mechanical Engineering)
- Vibrations and Automobiles Research laboratory (Faculty of Mechanical Engineering)
- Virtual Reality Research laboratory (Faculty of Mechanical Engineering)
- Composite Research laboratory (Faculty of Mechanical Engineering)
- Fracture Mechanics Research laboratory (Faculty of Mechanical Engineering)
- Instrumentation and Control Research laboratory (Faculty of Mechanical Engineering)
- Combustion Research laboratory (Faculty of Mechanical Engineering)
- Turbomachinery Research laboratory (Faculty of Mechanical Engineering)
- Nano and Materials Research laboratory (Faculty of Mechanical Engineering)
- Robotics Research laboratory (Faculty of Mechanical Engineering)
- Spread Spectrum and Wireless Communications laboratory (Faculty of Electrical Engineering)
- Digital Control Systems Research laboratory (Faculty of Electrical Engineering)
- Industrial Control Research laboratory (Faculty of Electrical Engineering)
- Instrumentation Research laboratory (Faculty of Electrical Engineering)
- Intelligent Systems Research laboratory (Faculty of Electrical Engineering)
- Linear System Theory Research laboratory (Faculty of Electrical Engineering)
- Adaptive Control Systems Research laboratory (Faculty of Electrical Engineering)
- System Identification Research laboratory (Faculty of Electrical Engineering)
- Optimal Control Systems Research laboratory (Faculty of Electrical Engineering)
- Nonlinear Control Systems Research laboratory (Faculty of Electrical Engineering)
- Robust Control Systems Research laboratory (Faculty of Electrical Engineering)
- Robotics Research laboratory (Faculty of Electrical Engineering)
- Guidance and Navigation Research laboratory (Faculty of Electrical Engineering)
- Automation Research laboratory (Faculty of Electrical Engineering)
- Process Control Research laboratory (Faculty of Electrical Engineering)
- Biomedical Engineering Research laboratory (Faculty of Electrical Engineering)
- Biomedical Signal and Image Processing Research laboratory (Faculty of Electrical Engineering)
- Bioelectric Artificial Organs Research laboratory (Faculty of Electrical Engineering)
- Antenna Research laboratory (Faculty of Electrical Engineering)
- Communication Circuits Research laboratory (Faculty of Electrical Engineering)
- DSP (Digital Signal Processing) Research laboratory (Faculty of Electrical Engineering)
- Microwave Research laboratory (Faculty of Electrical Engineering)
- Optical Fibers Research laboratory (Faculty of Electrical Engineering)
- Logical circuits Research laboratory (Faculty of Electrical Engineering)
- Microprocessor Research laboratory (Faculty of Electrical Engineering)
- Computer Networks Research laboratory (Faculty of Electrical Engineering)
- FPGA Research laboratory (Faculty of Electrical Engineering)
- Computer Research laboratory (Faculty of Electrical Engineering)
- Parallel Prossesing Research laboratory (Faculty of Electrical Engineering)
- Computer Architecture Research laboratory (Faculty of Electrical Engineering)
- Digital Electronic Research laboratory (Faculty of Electrical Engineering)
- Electronic Circuits Research laboratory (Faculty of Electrical Engineering)
- High Voltage Laboratory (Faculty of Electrical Engineering)
- Power System Laboratory (Faculty of Electrical Engineering)
- Relaying and Protection Laboratory (Faculty of Electrical Engineering)
- Special Machines Laboratory (Faculty of Electrical Engineering)
- Power Electronics Laboratory (Faculty of Electrical Engineering)
- Electric Machinery Laboratory (Faculty of Electrical Engineering)
- Exact Measurement and Quality Control Research laboratory (Faculty of Industrial Engineering)
- Simulation Research laboratory (Faculty of Industrial Engineering)
- IT (Information Technology) Research laboratory (Faculty of Industrial Engineering)
- Automation and Industrial Systems Research laboratory (Faculty of Industrial Engineering)
- Strategic Intelligence Research laboratory (Faculty of Industrial Engineering)
- Robotics and Design and Manufacturing Research laboratory (Faculty of Industrial Engineering)
- Numerical Computation Research laboratory (Faculty of Science)
- Laser Research laboratory (Faculty of Science)
- Solid-state Physics Research laboratory (Faculty of Science)